# Robert Houman
Robert Houman (Aat, 29 september 1927) is een Belgisch voormalig schutter.

## Levensloop
Houman nam deel aan de Olympische Zomerspelen van 1972 te München in het onderdeel 'kleinkalibergeweer, 50 meter liggend'. Hij werd er 52e in de eindrangschikking.